# V Lukách (Hradec Králové)
V Lukách  je vodní plocha o rozloze 0,22 ha vzniklá jako mrtvé rameno řeky Orlice po provedení regulace Orlice ve dvacátých letech 20. století. Nachází se asi 300 m severovýchodně od Malšovického jezu a je využívána jako mimopstruhový rybářský revír.

## Galerie

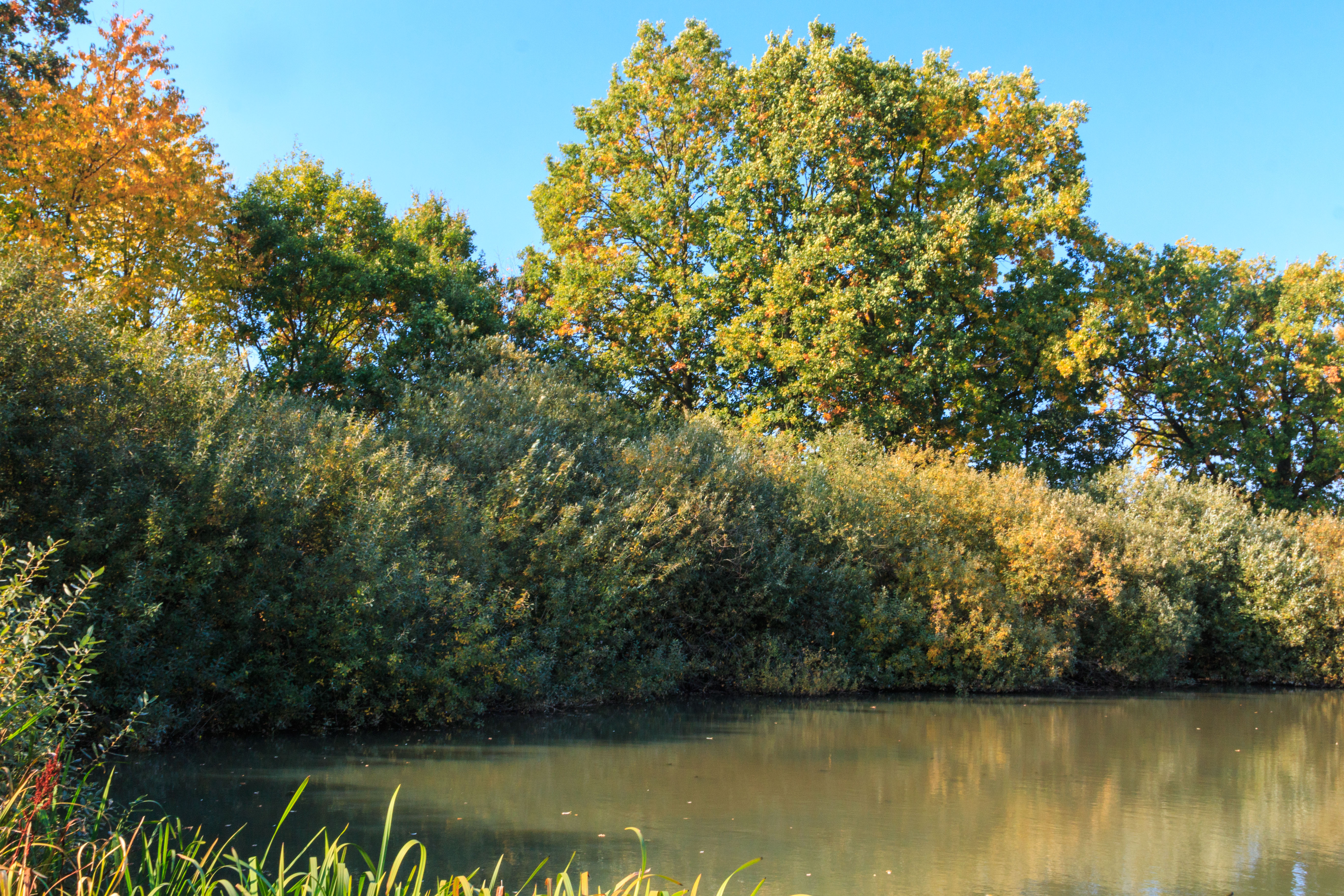
V Lukách – mrtvé rameno řeky Orlice
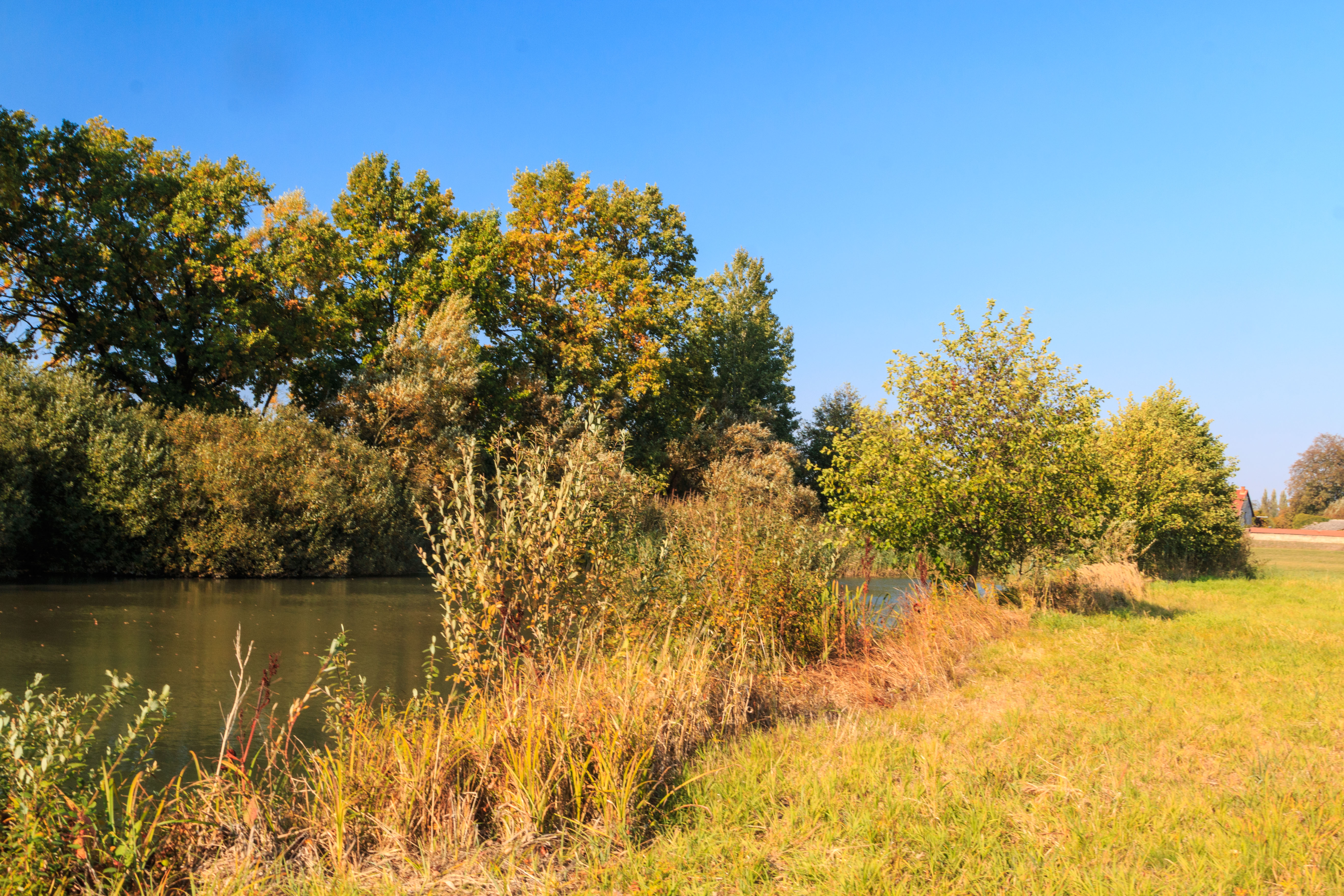
V Lukách – mrtvé rameno řeky Orlice
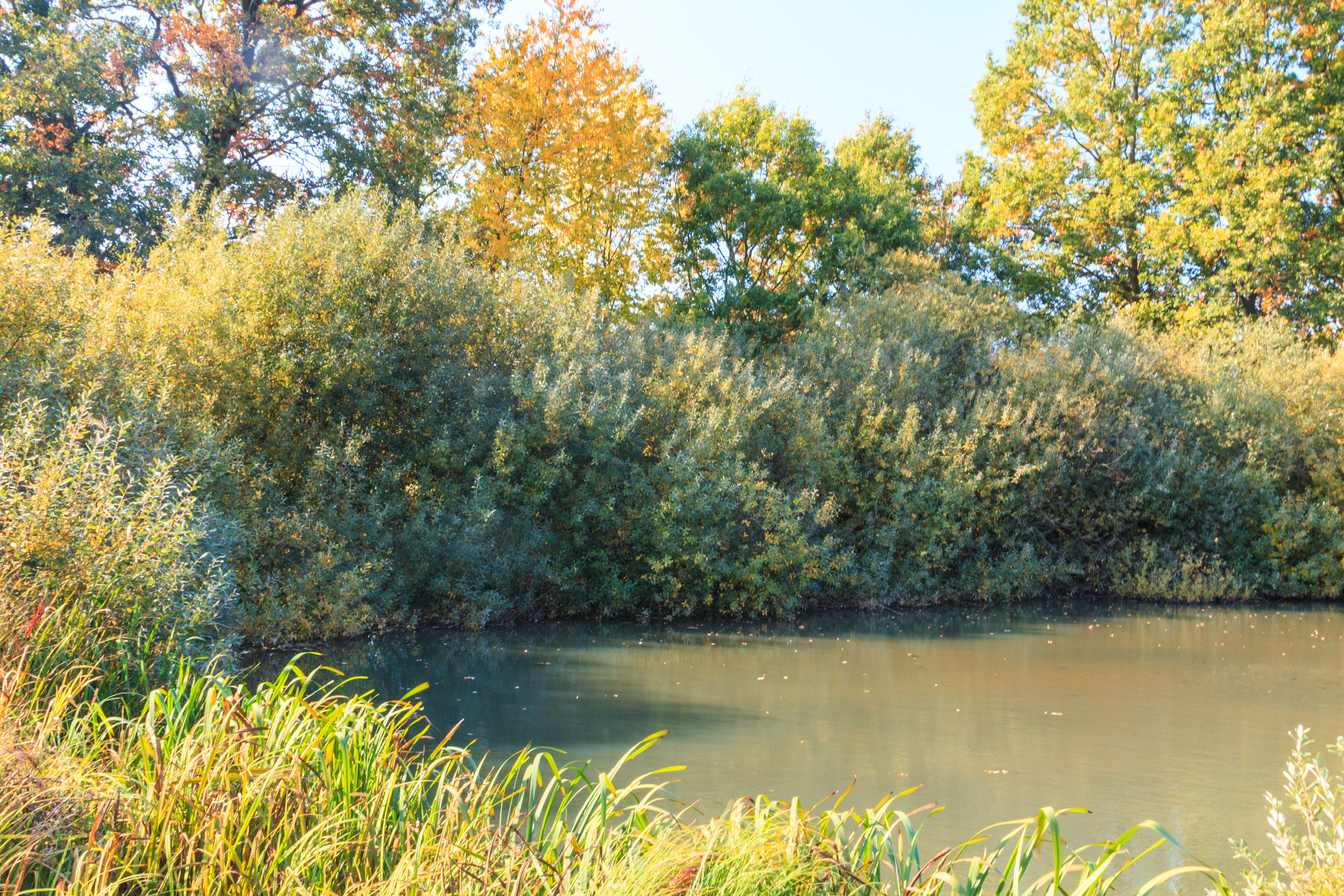
V Lukách – mrtvé rameno řeky Orlice